# Elopteryx
Elopteryx este un gen de dinozaur din subordinul Theropoda, probabil troodontid, care a trăit în urmă cu 71–66 de milioane de ani, în perioada Cretacicului târziu. 

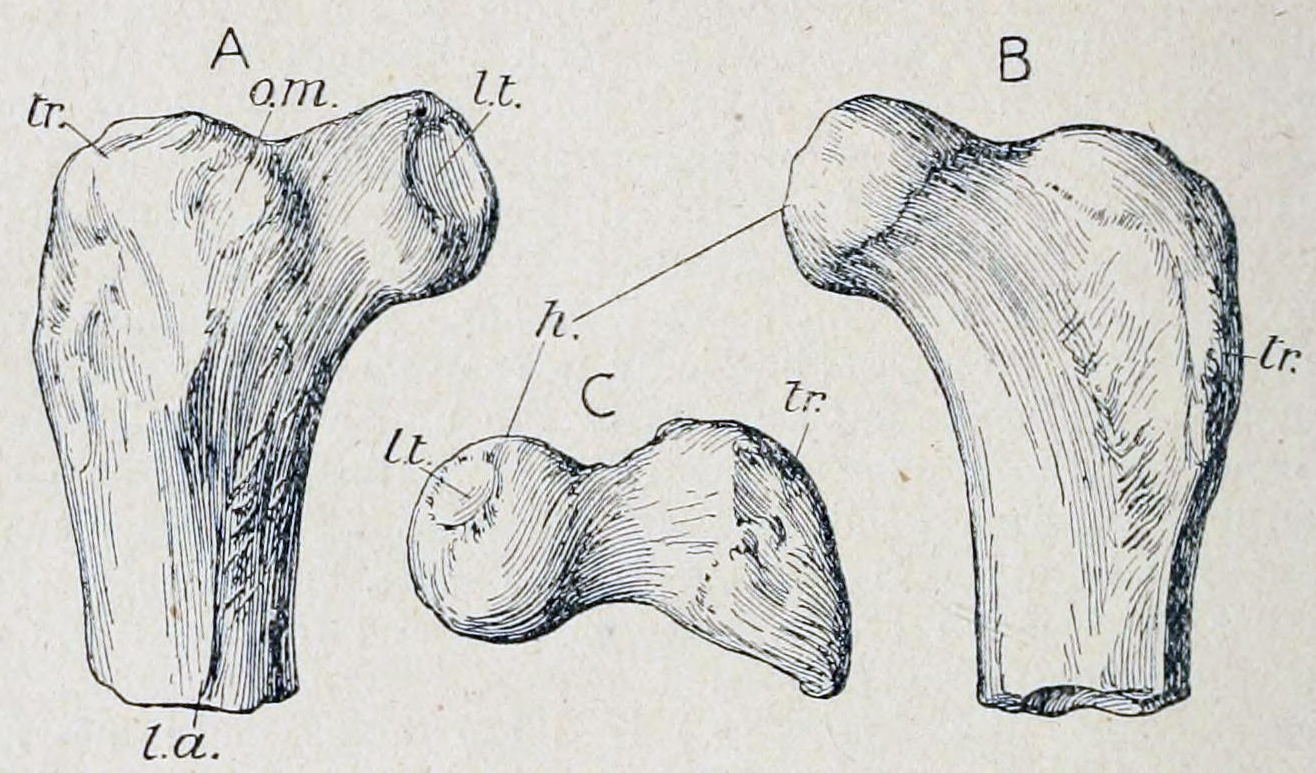
Desene parțiale cu femur și tibio-tars (desen original din lucrarea lui Charles William Andrews

Primele fosile ale acestui dinozaur au fost descoperite la sfârșitul secolului XIX sau începutul secolului XX de către paleontologul maghiar Franz Nopcsa von Felső-Szilvás în bazinul Hațegului, România. Deși au mai existat descoperiri ulterioare, până în prezent nu au fost găsite fosile complete. 

## Descoperire și denumire
Descoperirea inițială a avut loc în apropiere de Sânpetru, județul Hunedoara, unde au fost găsite câteva fragmente de oase ale unui mic teropod. Ulterior, aceste fosile au fost achiziționate de Muzeul Britanic de Istorie Naturală, unde în 1913 curatorul muzeului Charles William Andrews le-a clasificat ca specie aparte, denumind-o Elopteryx nopcsai. 

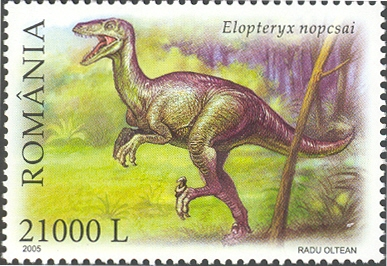
Timbru cu Elopteryx nopcsai emis de Romfilatelia în anul 2005 (seria Dinozauri din Țara Hațegului, desene de Radu Oltean)

Numele genului Elopteryx  provine din greaca veche, helos (ἕλος) însemnând "mlaștină" iar pteryx (πτέρυξ), "aripă". Numele speciei a fost atribuit în onoarea descoperitorului, baronul Nopcsa.